# Дашицяо
Дашиця́о (кит. упр. 大石桥, пиньинь Dàshíqiáo, буквально: «Большой каменный мост») — городской уезд городского округа Инкоу провинции Ляонин (КНР).

## История
Говорят, что когда император Ли Шиминь пошёл войной на Когурё, то его конь при переправе через речку увяз в грязи, и император велел выстроить здесь каменный мост для удобства проезда.
С 24 по 25 июля 1904 года здесь шёл бой у Дашицяо русско-японской войны.
В 1946 году из прилегающих земель уездов Хайчэн и Гайсянь был создан уезд Инкоу (营口县; прежний уезд с таким названием стал с 1937 года городом Инкоу), который после образования КНР вошёл в состав провинции Ляодун. В 1954 году провинции Ляодун и Ляоси были объединены в провинцию Ляонин, и уезд вошёл в состав Специального района Ляоян (辽阳专区). В ноябре 1958 года он перешёл под непосредственное управление властей города Инкоу. В июне 1966 года уезд Инкоу был передан в состав Специального района Ляонань (辽南专区), но 26 декабря 1968 года специальный район Ляонань был расформирован, и уезд вернулся под юрисдикцию властей города Инкоу.
В ноябре 1992 года уезд Инкоу был преобразован в городской уезд Дашицяо.

## Административное деление
Городской уезд Дашицяо делится на 5 уличных комитетов и 13 посёлков.

## Соседние административные единицы
Городской уезд Дашицяо на западе выходит к Бохайскому заливу Жёлтого моря и граничит с районом Лаобянь, на юге граничит с городским уездом Гайчжоу, на северо-востоке — с городским округом Аньшань, на северо-западе — с городским округом Паньцзинь.